# Estación de Valence-Ciudad
La estación de Valence-Ciudad (en francés: gare de Valence-Ville) es, junto a la estación de Valence-TGV, una de las dos estaciones ferroviarias de la ciudad francesa de Valence. Con la apertura de la estación de alta velocidad ha visto mermar su tráfico, aun así, por ella siguen circulando un gran número de trenes especialmente regionales. 
La fachada de la estación realizada en 1865 está catalogada como Monumento Histórico de Francia desde 1982.

## Historia
Fue inaugurada en junio de 1865 por parte de la Compañía de Ferrocarriles de París a Lyon y al Mediterráneo. 

## Situación ferroviaria
Se sitúa en la línea férrea París-Marsella (PK 616,939). Además se encuentra en el trazado de la siguiente línea férrea:
- Línea férrea Valence - Moirans. Eje transversal de poco más de 80km de gran valor estratégico en la medida en que enlaza la línea París-Marsella con Grenoble sin pasar por Lyon ofreciendo conexiones transversales. Está en plena renovación y se prevé su total electrificación para 2013.

Para acceder a la estación en dirección y desde Tain-l'Hermitage - Tournon es necesario superar el túnel de Valence (532 metros).

## Descripción
La estación que data de 1865 fue realizada por Jules Bouchot, arquitecto de Napoleón III. Su fachada principal de piedra, se inspira en el Gran Trianón de Versailles y se compone de cinco grandes ventanales que rodean seis pilares empotrados adornados con capiteles dóricos. En la parte superior, está coronada con una larga balaustrada. Dos alas laterales, ligeramente retrasadas en relación con la fachada principal completan el edificio. Como suele ser habitual en las estaciones francesas un antiguo reloj de aguja también está presente en el centro de la fachada.
Se compone de cuatro andenes al que acceden seis vías. Una marquesina metálica las cubre parcialmente.

## Servicios ferroviarios

### Alta Velocidad

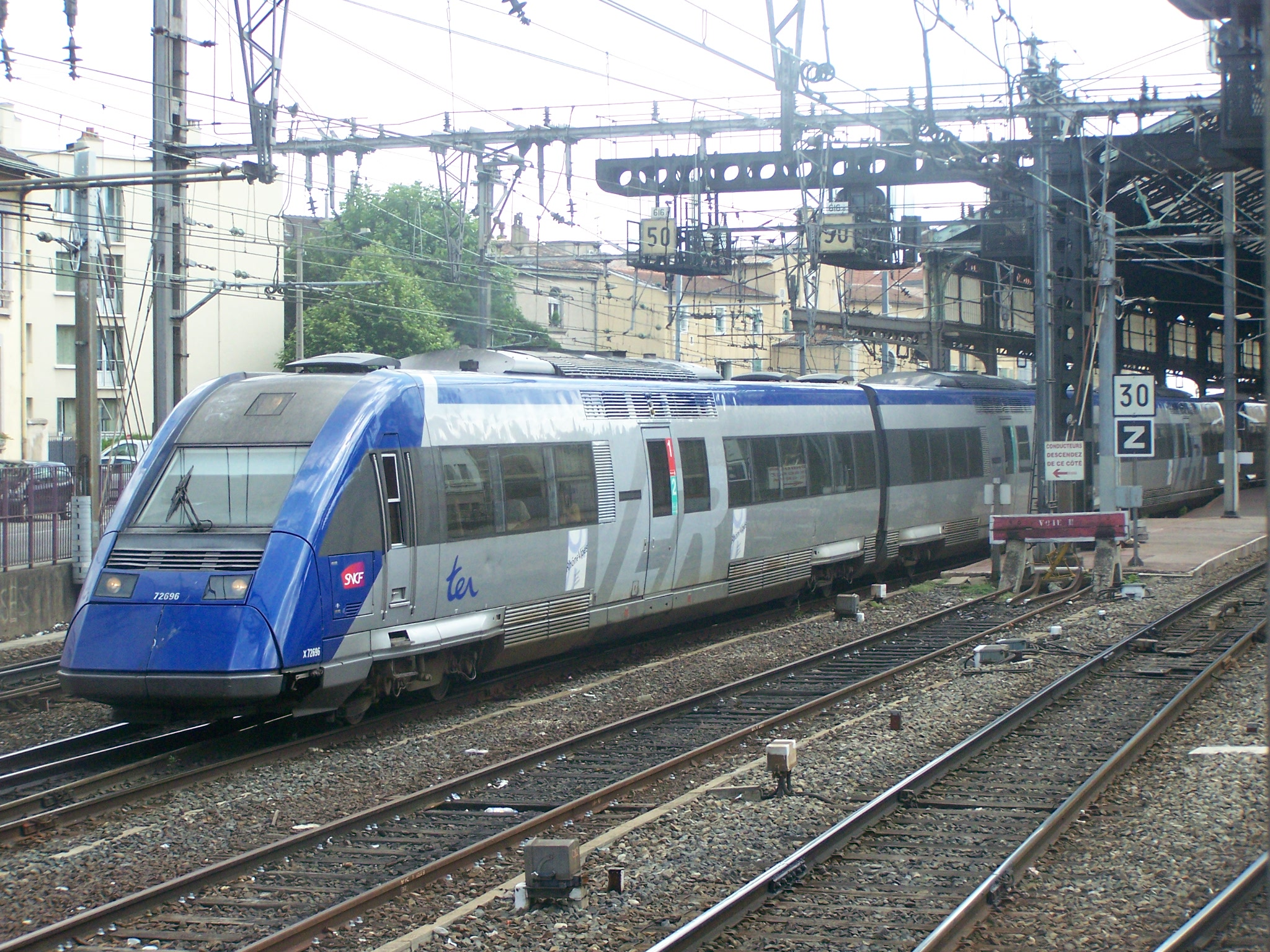
Un tren TER abandonando la estación.

Dispone de un tráfico de alta velocidad menor debido a que ha sido absorbido por la estación de Valence-TGV. Aun así, los siguientes TGV acceden a la estación:
- Línea París ↔ Aviñón / Miramas.

### Grandes Líneas
Los siguientes Lunéas se detienen en la estación:
- Línea París ↔ Briançon.
- Línea Ginebra ↔ Hendaya / Irún.

### Regionales
El grueso del tráfico de la estación está representado por los trenes regionales que se detienen en ella. Abarcan los siguientes recorridos:
- Línea Valence-Ciudad ↔ Aviñón.
- Línea Valence ↔ Ginebra / Grenoble / Annecy.
- Línea Valence ↔ Romans-Bourg-de-Péage.
- Línea Romans-Bourg-de-Péage ↔ Briançon.